# Spaelotis violetta
Spaelotis violetta là một loài bướm đêm trong họ Noctuidae.